# Boothit
Boothit ist ein sehr selten vorkommendes Mineral aus der Mineralklasse der „Sulfate (und Verwandte, siehe Klassifikation“ mit der chemischen Zusammensetzung Cu[SO4]·7H2O und ist damit chemisch gesehen ein wasserhaltiges Kupfer(II)-sulfat, genauer dessen Heptahydrat.
Boothit kristallisiert im monoklinen Kristallsystem, entwickelt aber nur selten gut ausgebildete Kristalle. Meist findet er sich in Form derber Massen mit körnig-kristalliner bis faseriger Struktur. Das Mineral ist durchsichtig bis durchscheinend und von blauer Farbe, die allerdings heller ist, als die von Chalkanthit. Auch die Strichfarbe von Boothit ist hellblau. Kristalline Oberflächen zeigen einen glasähnlichen Glanz, faserige Aggregate dagegen eher Seiden- bis Perlmuttglanz.

## Etymologie und Geschichte
Erstmals entdeckt wurde Boothit der Grube Alma auf der Kupfer, Gold und Silber führenden Sulfid-Lagerstätte Leona Heights im Alameda County des US-Bundesstaates Kalifornien. Die Erstbeschreibung erfolgte 1903 durch Waldemar Theodore Schaller, der das Mineral nach dem Chemiker Edward Booth (1857–1917) benannte.
Typmaterial für Boothit ist nicht definiert.

## Klassifikation
In der veralteten 8. Auflage der Mineralsystematik nach Strunz gehörte der Boothit zur Mineralklasse der „Sulfate, Chromate, Molybdate, Wolframate“ und dort zur Abteilung „Wasserhaltige Sulfate ohne fremde Anionen“, wo er gemeinsam mit Bieberit, Mallardit, Melanterit und Zinkmelanterit in der „Melanterit-Reihe“ mit der Systemnummer VI/C.03c steht.
In der zuletzt 2018 überarbeiteten Lapis-Systematik nach Stefan Weiß, die formal auf der alten Systematik von Karl Hugo Strunz in der 8. Auflage basiert, erhielt das Mineral die System- und Mineralnummer VI/C.06-040. Dies entspricht der Klasse der „Sulfate, Chromate, Molybdate und Wolframate“ und dort der Abteilung „Wasserhaltige Sulfate, ohne fremde Anionen“, wo Boothit zusammen mit Alpersit, Bieberit, Mallardit, Melanterit und Zinkmelanterit die „Melanteritgruppe“ mit der Systemnummer VI/C.06 bildet.
Die von der International Mineralogical Association (IMA) zuletzt 2009 aktualisierte 9. Auflage der Strunz’schen Mineralsystematik ordnet den Boothit in die Klasse der „Sulfate (Selenate, Tellurate, Chromate, Molybdate und Wolframate)“ und dort in die Abteilung „Sulfate (Selenate usw.) ohne zusätzliche Anionen, mit H2O“ ein. Hier ist das Mineral in der Unterabteilung „Mit ausschließlich mittelgroßen Kationen“ zu finden, wo es zusammen mit Alpersit, Bieberit, Mallardit, Melanterit und Zinkmelanterit die „Melanteritgruppe“ mit der Systemnummer 7.CB.35 bildet.
In der vorwiegend im englischen Sprachraum gebräuchlichen Systematik der Minerale nach Dana hat Boothit die System- und Mineralnummer 29.06.10.02. Das entspricht der Klasse der „Sulfate, Chromate und Molybdate“ und dort der Abteilung „Wasserhaltige Säuren und Sulfate“. Hier findet er sich innerhalb der Unterabteilung „Wasserhaltige Säuren und Sulfate mit AXO4 × x(H2O)“ in der „Melanteritgruppe (Heptahydrate, monoklin: P21/c)“, in der auch Melanterit, Zinkmelanterit, Bieberit, Mallardit und Alpersit eingeordnet sind.

## Chemismus
In der idealisierten, theoretischen Zusammensetzung Cu[SO4]·7H2O enthält Boothit 27,84 % CuO., 28,02 % SO3 und 44,14 % H2O. Analysen von Proben aus der Typlokalität Grube Alma im Alameda County sowie aus dem westlich gelegenen Campo Seco im Calaveras County wiesen jedoch geringe Fremdbeimengungen an Eisen und Magnesium auf. Neuere Analysen von Proben aus den Kupfergruben bei Burraga im australischen Bundesstaat New South Wales enthielten zudem Beimengungen von Zink, Mangan und Cobalt, so dass die neu definierte empirische Formel 2004 mit (Cu0.860Mg0.072Zn0.055Mn0.0l0Co0.003)Σ1.000SO4·7H2O angegeben wurde.

## Kristallstruktur
Boothit kristallisiert monoklin in der Raumgruppe P21/c (Raumgruppen-Nr. 14) mit den Gitterparametern a = 14,190(10) Å; b = 6,537(2) Å; c = 10,825(6) Å und β = 106,02(5)° sowie 4 Formeleinheiten pro Elementarzelle.

## Eigenschaften
Boothit ist wie die meisten Sulfate wasserlöslich.
An der Luft verliert Boothit mit der Zeit sein Kristallwasser und geht schließlich in das geringer wasserhaltige Mineral Chalkanthit über. Die Dehydratisierung kann beschleunigt werden, wenn das Mineral auf über 105 °C erhitzt wird.

## Modifikationen und Varietäten

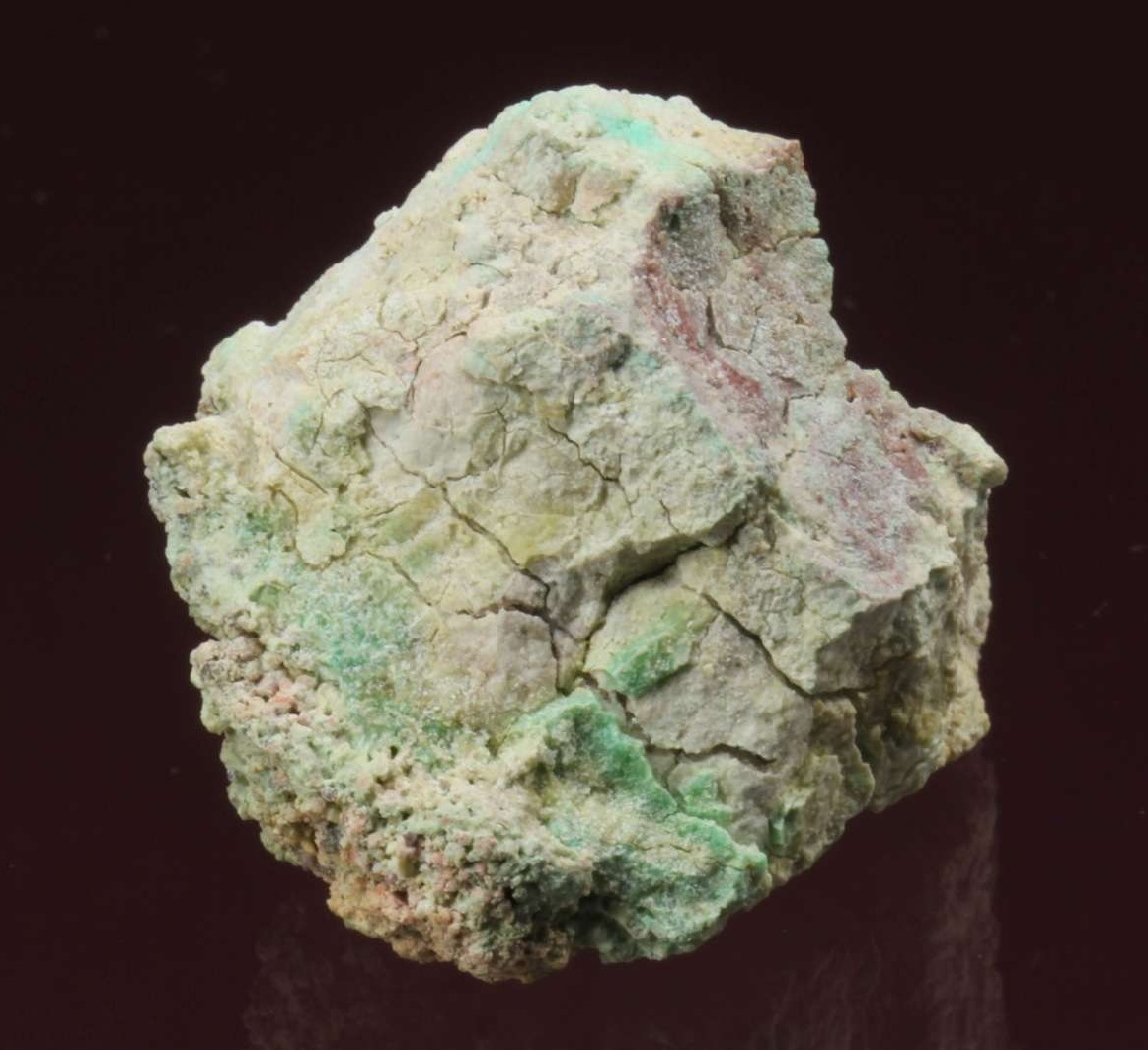
Grünlichblauer Cupromagnesit vom Monte Somma, Italien (Größe: 2,0 cm × 2,0 cm × 2,0 cm)

Boothit-Varietäten mit einem relevanten Anteil an Magnesium (etwa 0,57 %) beziehungsweise Zink (etwa 7,49 %) werden auch als Mg-Boothit und Zn-Boothit bezeichnet.
Magnesiumhaltiger Boothit ist auch unter der Bezeichnung Cupromagnesit bekannt.

## Bildung und Fundorte
Boothit bildet sich als wenig beständiges Verwitterungsprodukt aus Chalkopyrit bei etwa 0 °C. Als Begleitminerale fanden sich an seiner Typlokalität Grube Alma, neben Chalkopyrit unter anderem noch Chalkanthit, Melanterit und dessen Varietät Pisanit.
Neben den Gruben Alma und Leona in der Lagerstätte Leona Heights nahe Oakland im Alameda County sowie bei Campo Seco im Calaveras County, bei Baker im San Bernardino County und auf der Tunnel Ranch im Santa Barbara County in Kalifornien trat das Mineral in den Vereinigten Staaten noch bei Bisbee (Conchise County), im Laurel Canyon (Graham County) und bei Mayer (Yavapai County) in Arizona; bei Butte in Montana; im Kupfer-Becken des Lander Countys in Nevada und in der Uran-Kupfer-Lagerstätte Deer Flat im White Canyon (San Juan County) in Utah auf.
Des Weiteren fand sich das Mineral in Australien neben den Kupfergruben bei Burraga (New South Wales) noch in der Kupfer-, Gold- und Silber-Grube Prince Lyell bei Queenstown auf der Insel Tasmanien.
In Europa konnte Boothit bisher nur in einer Eisen-Grube in der Gemeinde Sain-Bel und in einem Kupferbergwerk bei Chessy in der französischen Region Auvergne-Rhône-Alpes sowie am Vesuv in der Region Kampanien und in der Grotta del Vetriolo nahe dem Kurort Levico Terme im Trentino in Italien gefunden werden. Die in anderen Quellen erwähnten Fundorte Evje (Grube Flåt) und Kvinnherad (Grube Hatlestrand) in Norwegen sind falsch beziehungsweise wurden bisher nicht bestätigt.
An weltweiten Fundorten sind ansonsten nur noch die Mina Salvadora bei Calama in der chilenischen Región de Antofagasta sowie der Vulkan Tolbatschik auf der Kamtschatka-Halbinsel im Fernen Osten Russlands bekannt.